# Philoponella oweni
Philoponella oweni es una especie de araña araneomorfa del género Philoponella, familia Uloboridae. Fue descrita científicamente por Chamberlin en 1924.
Habita en México y los Estados Unidos.

## Dieta
Existe una diferencia significativa en la cantidad de tiempo que pasa una araña hembra durante la alimentación basándose únicamente en si es comunal o solitaria. Solo el 22% de las hembras solitarias se encontraron alimentándose cada hora, mientras que el 56% de las arañas comunales hembras se encontraron alimentándose cada hora. Esta ingesta de alimentos tiene un efecto directo en la producción de huevos de la hembra. Cuando estas arañas tenían una dieta adecuada, independientemente de si eran solitarias o comunales, producían un promedio de 23 huevos por depósito de huevos (esto se conoce como ooteca arácnida), en comparación con las que tenían una dieta deficiente, que solo producían un promedio de 10 huevos por depósito de huevos. La mayor tasa de alimentación por hora dentro de los grupos comunales y el aumento de los huevos producidos cuando tienen una dieta suficiente explica por qué estas hembras comunales en promedio producen más huevos por depósito de huevos que las hembras solitarias. Por lo tanto, las hembras comunales deben estar utilizando más energía en la producción de huevos que sus camaradas solitarias.
Experimentalmente, la reducción del número de grupos comunales condujo a un aumento en las tasas de alimentación individuales. Estos resultados indican que los que viven dentro de estos grupos deben estar compitiendo entre sí por la presa. Sin embargo, en P. oweni debe haber un beneficio que estos comunales estén recibiendo para que puedan seguir viviendo juntos. El beneficio es su capacidad para dominar y ocupar áreas que tienen una abundancia significativamente alta de insectos, lo que supera el costo de la competencia entre ellos.

## Ciclo de vida
Según las observaciones de campo, la temporada de reproducción de esta araña ocurre anualmente. Los subadultos de P. oweni emergen de los sitios de hibernación en la primavera. En el caso de la ubicación principal del estudio, Arizona, esto ocurre entre principios de abril y principios de junio. Después de que emergen estos subadultos, comienzan a girar sus orbes durante este clima cálido de primavera. Esta aparición depende en gran medida de la elevación de la araña. Las hembras son sedentarias y permanecen en un lugar toda su vida, mientras que los machos a menudo se mueven de una red a otra. Luego sigue el apareamiento a fines de la primavera y principios del verano. Los machos en general mueren a principios de julio.